# Leon Kramarczyk
Leon Kramarczyk (ur. 1 maja 1896 w Głogininie, zm. 29 listopada 1984 w Janiszewie) – żołnierz armii niemieckiej, powstaniec wielkopolski, podoficer Wojska Polskiego w II Rzeczypospolitej,  kawaler Orderu Virtuti Militari.

## Życiorys
Urodził się w rodzinie Andrzeja i Marianny z Szymczaków. Zdał egzamin czeladniczy – był kowalem. W 1915 wcielony do armii niemieckiej i w jej składzie walczył na frontach I wojny światowej. W styczniu 1919 aresztowany przez niemiecki „Grenzschutz” za posiadanie na czapce polskiego orła. Po zwolnieniu z aresztu wstąpił do oddziałów powstańczych.
W powstaniu wielkopolskim rozbrajał Niemców w rejonie Borka. W szeregach 1 pułku ułanów wielkopolskich walczył na froncie polsko-bolszewickim. W październiku 1920 dostał rozkaz ubezpieczenia karabinami maszynowymi mostu przez rz. Ptycz w m. Krupicy. Z odległości 200 m. otworzył morderczy ogień do przeciwnika, zmusił ich do wycofania się, przez co umożliwił utrzymanie pozycji. Za bohaterstwo wykazane w walce odznaczony został Krzyżem Srebrnym Orderu Virtuti Militari.
22 stycznia 1921 został zdemobilizowany w stopniu kaprala i podjął pracę na kolei . W 1939 był maszynistą parowozów I klasy. W okresie okupacji ukrywał się, a po wyzwoleniu był szykanowany. W 1956 przeszedł na emeryturę. W 1971, w grupie innych powstańców wielkopolskich, mianowany podporucznikiem.
Zmarł w Janiszewie, pochowany na cmentarzu parafialnym w Poniecu.
Był żonaty z Józefą z Golembków, nie miał dzieci.

## Ordery i odznaczenia
- Krzyż Srebrny Orderu Virtuti Militari nr 3910 – 30 czerwca 1921[4]
- Krzyż Kawalerski Orderu Odrodzenia Polski[1]
- Krzyż Walecznych[1]
- Medal Niepodległości[1]
- Wielkopolski Krzyż Powstańczy – 4 listopada 1958[3]